# Leave (Get Out)
«Leave (Get Out)» —en español: «Vete (Lárgate)»— es una canción con estilos pop/R&B escrita por Soulshock, Kenneth Karlin, Alex Cantrell, y Philip White para el primer álbum de la cantante-compositora americana JoJo. Se estrenó en 2004, quedando en el número doce en la Billboard Hot 100.
Cuando el sencillo alcanzó el número uno en Estados Unidos, U.S. Top 40 Mainstream, JoJo se convirtió, con trece años, en la artista más joven en tener un número uno en Estados Unidos y también en el candidato más joven en una nominación de los MTV Video Music Award, cuando su vídeo musical fue nominado al “Mejor Artista Nuevo” en 2004.

## Información y composición
«Leave (Get Out)» fue escrito por Soulshock, Kenneth Karlin, Alex Cantrell, y Phil "Silky" White mientras que la producción y el arreglo fue dirigido por Soulshock. La canción fue grabada en los estudios Westlake Soulpower en Los Ángeles, California. Soulshock también mezcló la canción e instrumentos con Karlinen en los estudios Soulpower. Las guitarras, sin embargo, fueron mezcladas por Eric Jackson y Sean Hurley. «Leave (Get Out)» fue lanzado como sencillo debut de JoJo el 24 de febrero de 2004, a través de Blackground, mediante la descarga digital y Sencillo en CD. La canción lanzada en los Estados Unidos incluye un lado-B, «Not That Kinda Girl». El 21 de junio de 2004, la canción fue lanzada a los mercados europeos en los formatos de CD y maxi. La canción fue lanzada en el Reino Unido e Irlanda el 30 de agosto de 2004 como Sencillo en CD y Descarga digital.
«Leave (Get Out)» es una canción de R&B y pop que tiene una duración de cuatro minutos y dos segundos. De acuerdo con la hoja de música digital publicado en Musicnotes.com por EMI Music Publishing, la canción está escrita en una tonalidad de sol menor. La canción tiene una ranura moderada con un tempo de 86 latidos por minuto. Sigue una secuencia básica de Gm7-DM11-CB ♭ (add9) como su progresión de acordes. El rango de voz alto de JoJo es de un registro de F3 a un registro bajo de D5. Líricamente, «Leave (Get Out)» se trata de declarar la independencia.

## Formatos
- Digitales

| Descarga digital |                                                                 |          |  |
| N.º              | Título                                                          | Duración |  |
| 1.               | «Leave (Get Out)» (Radio Edit)                                  | 3:47     |  |
| 2.               | «Leave (Get Out)» (Dance Mix)                                   | 3:54     |  |
| 3.               | «Leave (Get Out)» (Mike Rizzo Club Mix/The Syndicate Vocal Mix) | 8:09     |  |
| 4.               | «Leave (Get Out)» (The Popstar Dark Anthem Mix/P.S. House Mix)  | 9:38     |  |

- Máteriales

| Sencillo en CD |                                       |          |  |
| N.º            | Título                                | Duración |  |
| 1.             | «Leave (Get Out)» (Álbum Versión)     | 4:03     |  |
| 2.             | «Leave (Get Out)» (Hip Hop Club Mix)  | 3:50     |  |
| 3.             | «Leave (Get Out)» (Dance Mix)         | 3:54     |  |
| 4.             | «Leave (Get Out)» (Main Instrumental) | 4:40     |  |
| 5.             | «Not That Kinda Girl» (Bonus Track)   | 3:28     |  |

| Sencillo en CD |                                |          |  |
| N.º            | Título                         | Duración |  |
| 1.             | «Leave (Get Out)» (Radio Edit) | 3:49     |  |
| 2.             | «Leave (Get Out)» (Dance Mix)  | 3:54     |  |

| Sencillo en CD |                                      |          |  |
| N.º            | Título                               | Duración |  |
| 1.             | «Leave (Get Out)» (Radio Edit)       | 3:49     |  |
| 2.             | «Leave (Get Out)» (Hip Hop Club Mix) | 3:50     |  |

## Posicionamiento en las listas
En los Estados Unidos, «Leave (Get Out)» ingresó a la lista Billboard Hot 100 en el número noventa y nueve la semana del 10 de abril de 2004. La canción hizo un gran salto luego de doce semanas en la lista, ocupando la posición doce. Por ello es que fue certificado oro por la Recording Industry Association of America (RIAA) tras acumular 500,000 mil descargas. También ingresó a la lista Billboard Pop Songs alcanzando el lugar número uno por cinco semanas consecutivas, mientras que el número treinta y tres en la Adult Pop Songs.
«Leave (Get Out)» fue éxito Top5 en diferentes países europeos y del territorio oceénico. La canción se alzó como éxito número dos en Australia, Nueva Zelanda y Reino Unido. En Australia la canción se mantuvo en la lista por quince semanas, vendiendo 75,000 mil unidades logrando ser certificado platino por la Australian Recording Industry Association (ARIA). En Nueva Zelanda la canción ingresó al número treinta y seis. Mientras que en su segunda semana alcanzó el número cinco, vendiendo un total de 7,500 copias con certificación de oro por la Recording Industry Association of New Zealand (RIANZ).
En el Reino Unido, «Leave (Get Out)» debutó en el número dos la semana del 11 de septiembre de 2004. La canción se mantuvo en el Top5 por cuatro semanas, mientras que la semana siguiente cayó al número veinte y uno. «Leave (Get Out)» debutó en la lista Irish Singles Chart el 2 de septiembre de 2004 en el número ocho. La semana siguiente alcanzó su posición más alta en el número tres.

### Semanales
| América del Norte |                          |    |        |
| Estados Unidos    | Billboard Hot 100        | 12 | [ 9 ]  |
| Estados Unidos    | Billboard Pop Songs      | 1  | [ 10 ] |
| Estados Unidos    | Adult Pop Songs          | 33 |        |
| Europa            |                          |    |        |
| Alemania          | Top 100 canciones        | 9  | [ 11 ] |
| Austria           | Top 75 canciones         | 16 | [ 12 ] |
| Bélgica (Flandes) | Top 50 canciones         | 4  | [ 13 ] |
| Bélgica (Valonia) | Top 50 canciones         | 18 | [ 14 ] |
| Dinamarca         | Top 40 canciones         | 11 | [ 15 ] |
| Francia           | Top 100 canciones        | 12 | [ 16 ] |
| Irlanda           | Top 50 canciones         | 3  | [ 17 ] |
| Italia            | Top 20 canciones         | 9  | [ 18 ] |
| Países Bajos      | Top 100 canciones        | 4  | [ 19 ] |
| Reino Unido       | Top 75 canciones         | 2  | [ 20 ] |
| Suecia            | Top 60 canciones         | 30 | [ 21 ] |
| Suiza             | Top 75 canciones         | 5  | [ 22 ] |
| Europa            | European Hot 100 Singles | 2  | [ 23 ] |
| Oceanía           |                          |    |        |
| Australia         | Top 50 canciones         | 2  | [ 24 ] |
| Nueva Zelanda     | Top 40 canciones         | 2  | [ 25 ] |

## Certificaciones
| América del Norte |       |      |                  |         |        |
| Estados Unidos    | RIAA  | 2004 | Disco de oro     | 500 000 | [ 26 ] |
| Oceanía           |       |      |                  |         |        |
| Australia         | ARIA  | 2004 | Disco de platino | 75 000  | [ 27 ] |
| Nueva Zelanda     | RIANZ | 2004 | Disco de oro     | 7 500   | [ 28 ] |

## Historial de lanzamientos
| País           | Fecha                 | Sello                                        | Formato                         | Ref.   |
| -------------- | --------------------- | -------------------------------------------- | ------------------------------- | ------ |
| Estados Unidos | 24 de febrero de 2004 | Da Family Entertainment, Blackground Records | Sencillo en CD                  | [ 29 ] |
| Alemania       | 21 de junio de 2004   | Black Ocean Records                          | Sencillo en CD, CD maxisencillo | [ 30 ] |
| Reino Unido    | 30 de agosto de 2004  | Mercury Records                              | Sencillo en CD                  | [ 31 ] |